# Rio Grande (estado do Rio de Janeiro)
O rio Grande é um dos principais afluentes da margem direita do rio Paraíba do Sul, responsável pelo abastecimento de várias cidades do centro-norte fluminense, entre as quais Nova Friburgo, Bom Jardim, Cantagalo,  Cordeiro, Macuco, São Sebastião do Alto e  Santa Maria Madalena.
Nasce em Campestre, localidade situada no Parque Estadual dos Três Picos. Atende à irrigação das hortaliças dos agricultores do distrito friburguense de Campo do Coelho, passando em seguida pela região de Riograndina, onde suas águas são captadas para o abastecimento público de Nova Friburgo.
Depois de receber as águas do rio Bengalas, o rio Grande junta-se com o Rio Negro no município de São Sebastião do Alto, formando o rio Dois Rios e, finalmente, desemboca no rio Paraíba do Sul, já no município de São Fidélis.